# Osservatorio militare
L'osservatorio era una struttura, utilizzata fin dall'antichità, durante gli assedi alle città nemiche. Si trattava in sostanza di un posto di osservazione molto elevato, costruito con il medesimo principio delle scale moderne, ovvero in più tronconi tra loro congiungibili, in modo da allungarsi a piacimento. Tale strumento permetteva di valutare i movimenti della città assediata, lo spessore delle mura, l'entità delle truppe assediate, ecc.. I particolari costruttivi sono elencati da Apollodoro di Damasco nella sua opera, Poliorcetica.